# Sandhya Mridul

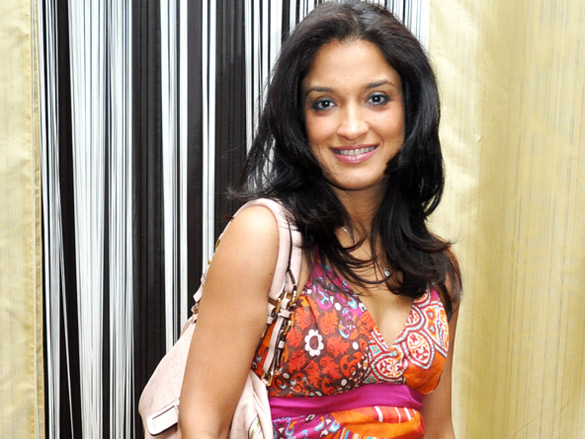
Sandhya Mridul

Sandhya Mridul (Hindi संध्या मृदुल; * 28. März 1975 in Bombay) ist eine indische Schauspielerin des Hindi-Films und Fernsehens.  Sie wurde durch ihre Rollen in den Filmen Saathiya (2002) und Page 3 (2005) bekannt und war Finalistin in der Tanz-Show Jhalak Dikhhla Jaa (Staffel 2) (2007).

## Leben
Sandhya Mridul, genannt Sandy, ist die Tochter des Anwalts P.R. Mridul und seiner Frau. Sie besuchte die Maharani Gayatri Devi Girl’s School in Jaipur. Später zog die Familie nach Neu-Delhi. Als sie 14 Jahre alt war, starb ihr Vater. Sie wuchs danach bei ihrem älteren Bruder Siddharth Mridul, einem Richter am Delhi High Court, auf. Sie studierte Mathematik, machte ihren Abschluss in Marketing und arbeitete bei KLM in Mumbai.
Sandhya Mridul begann ihre Schauspielkarriere in der belieben Fernsehserie Swabhimaan. Danach hatte sie weitere Rollen in den Serien Banegi Apni Baat, Koshish und Hu Hu Ba. Ihren Durchbruch hatte sie 2002 mit dem Film Saathiya von Yash Raj Films, in dem sie die Dina spielte. Der Film war kommerziell erfolgreich und Kritiker schätzten ihre Leistung. Im Jahr 2004 spielte sie in Pratap Sharmas Zen Katha mit Rajeev Gopalkrishnan. Seit 2006 ist sie ausschließlich auf Filmrollen konzentriert. So wirkte sie in dem Film 13th Floor mit. Als ausgebildete Bharatnatyam-Tänzerin ist es Sandhyas Mridul Wunsch, ihre tänzerischen Fähigkeiten zu zeigen. Dies gelang ihr 2009 in dem Film Chowki.

## Filmografie (Auswahl)

### Fernsehserien
- 1995: Swabhimaan
- 1993: Banegi Apni Baat
- 1998: Aashirwad
- 1999: Hubahu
- 2001: Koshish
- 2004: Jassi Jaissi Koi Nahin
- Jhalak Dikhhla Jaa (Season 2) (Reality-Show)
- 2008: Ustaadon Ka Ustaad (Reality-Serie)

### Filme
- 2002: Saathiya
- 2003: Waisa Bhi Hota Hai Part II
- 2004: Uuf Kya Jaadoo Mohabbat Hai
- 2005: Page 3
- 2005: Socha Na Tha
- 2005: Kuch Meetha Ho Jaye
- 2005: 13th Floor
- 2006: Deadline: Sirf 24 Ghante
- 2007: Honeymoon Travels Pvt. Ltd.
- 2007: Say Salaam India
- 2008: Mr. White Mr. Black
- 2008: Via Darjeeling
- 2009: Quick Gun Murugun
- 2009: The Great Indian Butterfly
- 2009: BBD
- 2009: Chowky
- 2015: 7 Göttinnen (Angry Indian Goddesses)

## Auszeichnungen
Für ihre Rolle in Page 3 wurde sie als beste Nebendarstellerin mit einem Bengal Film Journalists’ Association Award ausgezeichnet und war für einen Filmfare Award nominiert.